# Hartmut Haenchen
Hartmut Haenchen (Dresda, 21 marzo 1943) è un direttore d'orchestra tedesco.

## Biografia
Nato a Dresda, Hartmut Haenchen ha iniziato la sua carriera artistica nella sua città natale come membro del Dresdner Kreuzchor guidato da Rudolf Mauersberger.
A soli 15 anni dirige numerosi concerti come direttore di coro e due anni più tardi fa grande sensazione la sua riscoperta di un Requiem di Johann Adolf Hasse.
Questo lavoro, la sua prima registrazione radio, gli apre le porte della Hochschule für Musik Carl Maria von Weber di Dresda, dove dal 1960 studia direzione, canto e pedagogia.
Nel 1966 si diploma con il massimo dei voti. Si iscrive quindi a diversi masterclass a Berlino, Leningrado e nell'estate in Carinzia, Austria.
Si perfeziona inoltre partecipando agli stages dei Bayreuther Festspiele con Pierre Boulez e in seguito con Herbert von Karajan, Ievgueni Mravinski e Arvid Jansons.
Dopo i suoi inizi come giovane direttore di coro, Hartmut Haenchen inizia la carriera artistica a Halle come direttore della Robert-Franz-Singakademie e direttore della Philharmonica di Halle.
Nel 1971, vince il primo premio nel concorso di Carl Maria von Weber a Dresda, nel 1972-1973 diventa maestro di cappella dell’Orchestra di Zwickau e fa il suo debutto con Boris Godunov alla Staatsoper Unter den Linden di Berlino, dove sarà direttore ospite permanente fino al 1986 e dal 1993 al 1995.
Dal 1973 al 1976 dirige la Filarmonica di Dresda ed è direttore ospite permanente della Staatsoper di Dresda.
Proprio come Kurt Masur e Klaus Tennstedt, svolge la funzione di direttore musicale della Mecklenburgische Staatskapelle e, dal 1976 al 1979, dello Staatsthetare di Schwerin.
È regolarmente invitato alla Komische Oper Berlin dal 1980 al 1996. Nel 1980 è nominato direttore artistico dell'Orchestra da camera Carl Philipp Emanuel Bach a Berlino. Con questa formazione, una delle più importanti orchestre da camera, ha fatto molti tour, registrazioni televisive e numerose registrazioni discografiche, con cui ha vinto diversi premi.
Dal 1986 al 1999 Hartmut Haenchen è professore alla Musikhochschule di Dresda e direttore musicale dell'Opera Nazionale dei Paesi Bassi; dal 1986 al 2002 direttore della Nederlands Philharmonisch Orkest e Nederlands Kamerorkest.
Durante questo periodo ha diretto più di 70 produzioni con opere di Bartók, Berg, Berlioz, Mozart, Puccini, Reimann, Saint-Saëns, Shostakovich, Strauss, Verdi, Wagner e Zimmermann.
Dopo aver completato il ciclo del Ring der Nibelungen, cambia il suo incarico all'Opera di Amsterdam dove rimane come primo direttore ospite e dirige una nuova produzione di Fliegender Holländer, pubblicata su DVD e Blu-ray.
Hartmut Haenchen rifiuta poi la decisione politica di ridurre i budget all’Orchestra Filarmonica dei Paesi Bassi (Nederlands Philharmonisch Orchkest e Nederlands Kamerorkest) e si dimette infine da entrambe le orchestre.
È regolarmente invitato a dirigere orchestre di fama internazionale in Europa, tra cui i Berliner Philharmoniker, la Staatskapelle Dresden, l'Orchestra del Gewandhaus di Lipsia e la Royal Concertgebouw Orchestra di Amsterdam, l’Orchestra Nazionale della RAI, l’Orchestra dell’Accademia di Santa Cecilia, ma anche in Giappone, Cina, Hong Kong, gli Stati Uniti e Canada.
Nel 2008 ha ricevuto la Croce al merito della Repubblica Federale Tedesca
Nel 2013 ha fatto il suo debutto alla Scala con l’opera Der fliegende Holländer.
Nel 2016-2017, ha diretto una nuova produzione di Parsifal al Festival di Bayreuth, registrata dalla Deutsche Grammophon, Tristan und Isolde e Elektra al Teatro dell'Opera di Lione, Così fan tutte al Grand Théâtre de Genève.
Hartmut Haenchen continua inoltre il suo progetto War & Peace e intende dirigere l’integrale delle sinfonie di Anton Bruckner nella loro nuova edizione critica.
Il periodico Opernwelt ha scelto Hartmut Haenchen come Direttore dell'Anno 2017, sulla base del voto di cinquanta giornalisti di tutto il mondo.
Nel 2018, Hartmut Haenchen è stato insignito del Richard Wagner Prize della Richard Wagner Foundation Leipzig.

## Incarichi attuali
- 1980 - 2014: Künstlerischer Leiter (direttore artistico) della Kammerorchester Carl Philipp Emanuel Bach

## Nuove produzioni operistiche recenti
- PARSIFAL (Opéra Bastille, 3.3.2008)
- Der fliegende Holländer (La Scala Milano, 2013)
- Der Ring des Nibelungen (Nationale Opera Amsterdam, 2014
- Tannhäuser (Royal Opera House Covent Garden, London 2014)
- Lohengrin (Teatro Real, Madrid, 2014)
- Parsifal (Bayreuther Festspiele, 2016)
- Elektra (Opera de Lyon, 2017)
- Tristan und Isolde (Opera de Lyon, 2017)
- Così fan tutte (Grand Théàtre de Genève, 2017)
- Parsifal (Bayreuther Festspiele, 2017)
- Don Giovanni (Royal Opera House Covent Garden, 2019)

## Videodiscografia essenziale
Dvd
- Richard Wagner: "Das Rheingold", su opusarte.com (archiviato dall'url originale il 25 ottobre 2007).
- Richard Wagner: "Die Walküre", su opusarte.com (archiviato dall'url originale il 7 novembre 2007).
- Richard Wagner: "Siegfried", su opusarte.com (archiviato dall'url originale il 27 ottobre 2007).
- Richard Wagner: "Götterdämmerung", su opusarte.com (archiviato dall'url originale il 25 ottobre 2007).
- Gustav Mahler: "Sinfonie Nr. 6", ica
- Wolfgang Amadeus Mozart: Jupiter-Sinfonie, euroarts
- Richard Wagner: "Parsifal", Deutsche Grammophon

Sacd
- Gustav Mahler, Symphony No. 5 in C sharp minor, su pentatonemusic.com, Netherlands Philharmonic Orchestra, 2002 (archiviato dall'url originale il 12 novembre 2009).
- Carl Philipp Emanuel Bach: Konzert für Orgel, Streicher und Basso continuo G-Dur H 444 + Präludium D-Dur H 107 + Konzert für Orgel, Streicher, zwei Hörner und Basso continuo Es-Dur H 446 + Fantasie und Fuge c-Moll H 103Four Last Songs | Kammerorchester «Carl Philipp Emanuel Bach» | Capriccio 71123 | 2007.
- "Das Rheingold"
- "Die Walküre"
- "Siegfried"
- "Götterdämmerung"